# Ulrike Draesner
Ulrike Draesner (ur. 20 stycznia 1962 w Monachium) – niemiecka powieściopisarka, poetka i eseistka.

## Życiorys
Dorastała w rodzinie bawarsko-śląskiej, żyjącej w Monachium. Mieszka z córką w Oksfordzie i w Berlinie. Od 2018 roku jest wykładowczynią w Niemieckim Instytucie Literatury w Lipsku (Deutsches Literaturinstitut in Leipzig).
Studiowała prawo, anglistykę, germanistykę i filozofię na uniwersytetach w Monachium, Salamance i Oksfordzie. W latach 1989–1993 pracowała na stanowisku pracownika naukowego w Instytucie Filologii Germańskiej w Monachium (Münchner Institut für Deutsche Philologie). W 1993 porzuciła karierę naukową na rzecz pisania i od 1994 pracuje jako wolna pisarka. W 1999 roku została członkiem stowarzyszenia PEN-Zentrum Deutschland.
Ulrike Draesner wydała już kilka tomów poezji, powieści, szereg tomów opowiadań i esejów, słuchowisk. Brała również udział w licznych projektach intermedialnych. Przekłada z angielskiego i francuskiego, prowadzi warsztaty pisarskie i wykłady. Wiersze i powieści Ulrike Draesner zostały wyróżnione licznymi nagrodami.
Draesner jest zdania, że inteligencja powieści ukazuje się w jej formie. Gościnne wykłady poetologiczne na Uniwersytecie Johanna Wolfganga Goethego we Frankfurcie nad Menem 2016/2017 poświęciła próbie dania odpowiedzi na pytanie „Jaką wiedzę i jakie doświadczenia przekazuje literatura”.
Od 2018 roku jest profesorką literatury niemieckiej w Instytucie Literatury Niemieckiej w Lipsku (Deutsches Literaturinstitut in Leipzig). Mieszka w Berlinie i Lipsku.
W 2019 roku Draesner zdobyła inauguracyjną nagrodę Gertrud Kolmar Preis za swój poematDoggerland; w 2020 roku otrzymała nagrodę LiteraTour Nord, która jest przyznawana w wysokości 15 000 euro. Jury i fundator nagrody uhonorowali Ulrike Draesner zarówno za jej wcześniejszą twórczość, jak i za powieść Kanalschwimmer. W 2020 roku otrzymała również Bawarską Nagrodę Książkową za powieść Schwitters..
W 2021 roku Draesner otrzymała Großer Preis Niemieckiego Funduszu Literackiego w wysokości 50 000 euro: "Ulrike Draesner konfrontuje nas z niezgodą i bólem. Eksperymentuje z formami literackimi i rzuca wyzwanie językowi, nie tracąc z oczu swojej publiczności. Jej radość z opowiadania historii i moc słowa można poczuć w każdym tomie - czy to prozy, poezji czy eseju". W 2023 r. powieść Draesner Die Verwandelten została nominowana do nagrody Lipskich Targów Książki.
W 2024 roku Ulrike Draesner otrzymała Nagrodę Literacką Eichendorffa  za swoje śląskie powieści "Siedem skoków z krawędzi świata" i "Przemienieni".

## Twórczość literacka
Pierwsza książka, tom wierszy „Wstęgi pamięci”, ukazała się w 1995 i zawiera 80 wierszy, w których autorka porusza tematykę miłości i natury. W tych wierszach można dostrzec wyjątkową dokładność obrazowania przez Draesner wspomnień i spostrzeżeń. Krytycy byli zafascynowani debiutem, ale jednocześnie zarzucano autorce nadmierną obrazowość. W 1998 roku pisarka wydaje swoją pierwszą powieść „Lichtpause”. Druga powieść „Mitgift”, która pojawiła się 4 lata później dotyka kontrowersyjnych tematów takich jak anoreksja czy transseksualizm. Następnie wydała kolejne tomiki poezji, tomy opowiadań, zbiory esejów i powieści m.in. 2004 – opowiadanie „Hot Dogs”, 2005 – powieść społeczno-obyczajowa „Spiele”, oraz wiersze 2014 -„Subsong”; 2015 – „Moje Hiddensee”, 2016 – tom wierszy „Nibelungowie. Plaga”.
W 2014 roku ukazała się powieść ważna dla Wrocławia – „Siedem skoków z krańca świata”. Opowiada ona o ucieczce i usunięciu z Wrocławia w 1945 roku śląskiej rodziny oraz równolegle przedstawia losy polskiej rodziny ze Wschodu, która bezpośrednio po wojnie przybywa do dolnośląskiego miasta. W swojej książce Draesner pozwala mówić czterem różnym pokoleniom i pokazuje, że traumatyczne doświadczenia wojny, ucieczki i wypędzenia mogą wpływać na następne generacje.
Ulrike Draesner uczestniczyła gościnnie w tworzeniu polskojęzycznego zbioru „Piąta strona świata. Nowa literatura niemiecka”, zawierającego fragmenty prozy pisarzy niemieckich, a także eseje poświęcone współczesnej literackiej niemczyźnie i przekraczaniu granic języka.
Draesner jest również tłumaczką z języka angielskiego. Przetłumaczyła na język niemiecki m.in.  dwa tomy amerykańskiej poetki Louise Glück, która w 2020 roku otrzymała Literacką Nagrodę Nobla.
Powieść "Die Verwandelten" (Przemienione) z 2023 r.  jest ważnym głosem współczesnej literatury europejskiej. Mówi o migracjach, o tych wymuszonych, dobrowolnych, ale i tych odrzuconych. Mówi też o trwałości kultur, języka, pamięci mimo zachodzących zmian, mimo zniszczeń, strat i zagłady.

## Publikacje
- Wege durch erzählte Welten. Intertextuelle Verweise als Mittel der Bedeutungskonstitution in Wolframs Parzival, Praca doktorska, Frankfurt am Main [u.a.] 1993.
- Gedächtnisschleifen, wiersze, Frankfurt am Main 1995, revised edition Monachium 2008.
- Anis-o-trop, wiersze, Hamburg 1997.
- Lichtpause, 1998.
- Reisen unter den Augenlidern, opowiadania, Klagenfurt 1999.
- für die nacht geheuerte zellen, wiersze, Monachium 2001.
- Bläuliche Sphinx, Berlin 2002 (wraz z Lotharem Serusetem).
- Mitgift, powieść, Monachium 2002.
- Hot Dogs, opowiadania, Monachium 2004.
- kugelblitz, wiersze, Monachium 2005.
- Spiele, powieść, Monachium 2005.
- Schöne Frauen lesen, eseje, Luchterhand, Monachium 2007, ISBN 978-3-630-62121-0.
- berührte orte. Gedichte. Luchterhand, Monachium 2008, ISBN 978-3-630-87268-1.
- Vorliebe, powieść, Luchterhand, Monachium 2010, ISBN 978-3-630-87294-0.
- Richtig liegen. Geschichten in Paaren, opowiadania, Luchterhand, Monachium 2011, ISBN 978-3-630-87324-4.
- Heimliche Helden. Über Heinrich von Kleist, James Joyce, Thomas Mann, Gottfried Benn, Karl Valentin u.v.a., Luchterhand, Monachium 2013, ISBN 978-3-630-87373-2.
- Sieben Sprünge vom Rand der Welt, powieść, Luchterhand, Monachium 2014, ISBN 978-3-630-87372-5.
- Mein Hiddensee. mare, Hamburg 2015, ISBN 978-3-86648-213-5.
- Die fünfte Dimension. Münchner Reden zur Poesie. Red. Holger Pils und Frieder von Ammon. Lyrik Kabinett, 2015, ISBN 978-3-938776-38-4.
- Nibelungen. Heimsuchung. z iliustracjami Carla Otto Czeschka. Reclam, Stuttgart 2016, ISBN 978-3-15-011005-8.
- Happy Aging, Ulrike Draesner erzählt ihre Wechseljahre. 2 CDs, Suppose Verlag, Berlin 2016, ISBN 978-3-86385-011-1.
- Eine Frau wird älter. Ein Aufbruch. Penguin Verlag, München 2018, ISBN 978-3-328-60002-2.
- Grammatik der Gespenster. Frankfurter Poetikvorlesungen. Reclam-Verlag, Ditzingen 2018, ISBN 978-3150111505.
- Kanalschwimmer. Roman. mareverlag, Hamburg 2019, ISBN 978-3-86648-288-3.
- Schwitters. Roman. Penguin, München 2020, ISBN 978-3-328-60126-5.
- Doggerland. Langgedicht. Penguin, München 2021, ISBN 978-3-328-60166-1.
- Die Verwandelten. Roman. Penguin, München 2023, ISBN 978-3-328-60172-2.
- Gespräch über Deutschland: Mit zwei Essays, Upper West Side Philosophers 2014,

## Tłumaczenia literackie
- Louise Glück: Wilde Iris. Monachium 2008.
- Louise Glück: Averno. Monachium 2007.
- Charles Simmons: Belles Lettres. Monachium 2003 (wraz z Klausem Modickiem).
- William Shakespeare: Twin spin. Göttingen 2000.
- Gertrude Stein: The first reader. Klagenfurt u. a. 2001.

## Wyróżnienia i nagrody
- 1994 Literaturstipendium der Stadt München
- 1995 Förderpreis zum Leonce-und-Lena-Preis
- 1997 Foglio-Preis für Junge Literatur
- 1997 Bayerischer Staatsförderpreis für Literatur
- 2001 Stipendium Künstlerhaus Edenkoben
- 2001 Förderpreis des Friedrich-Hölderlin-Preises der Stadt Bad Homburg
- 2002 Preis der Literaturhäuser
- 2005 Longlist beim Deutschen Buchpreis mit Spiele
- 2006 Droste-Preis der Stadt Meersburg
- 2006 Poetik-Professur an der Universität Bamberg
- 2010 Solothurner Literaturpreis
- 2012 Grenzgänger-Recherchestipendium der Robert Bosch Stiftung für Sieben Sprünge vom Rand der Welt
- 2013 Roswitha-Preis
- 2014 Joachim-Ringelnatz-Preis
- 2014 Longlist beim Deutschen Buchpreis Sieben Sprünge vom Rand der Welt
- 2015 Usedomer Literaturpreis für Sieben Sprünge vom Rand der Welt
- 2016 Lyrikpreis Orphil za Subsong
- 2016 Nicolas-Born-Preis
- 2016/2017 Frankfurter Poetik-Dozentur
- 2017 Pisarka miejska Helsinki, Finnland
- 2019: Gertrud-Kolmar-Preis
- 2020: Preis der LiteraTour Nord
- 2020: Deutscher Preis für Nature Writing, gemeinsam mit Esther Kinsky
- 2020: Ida-Dehmel-Literaturpreis
- 2020: Bayerischer Buchpreis – Belletristik, za Schwitters
- 2021: Großer Preis des Deutschen Literaturfonds
- 2023: Spycher: Literaturpreis Leuk
- 2024: Eichendorff-Literaturpreis[11]
- 2024: Georg Dehio-Buchpreis, Deutsches Kulturforum östliches Europa e.V.